# 波托韦洛
波托韦洛（西班牙語：Portobelo）是巴拿马科隆省的一个港口城市，位于巴拿马地峡的北部，加勒比海西南部。
波托韦洛建立于1597年，从16至18世纪一直都是西班牙在美洲的殖民地新格拉纳达总督区的重要白银输出港，也是西班牙珍宝船队航线上的停泊港口之一。
1739年11月21日，在“詹金斯的耳朵战争”中，爱德华·弗农率领的英国舰队袭击了该城使得该城的经济受到严重破坏，并且一直到巴拿马运河的建成之前都没有恢复。
现在的波托韦洛虽然人口小于5000，但却是个优良的深水港。港口附近的城堡遗址已被宣布为世界遗产。